# Kamayurá
Kamayurá (Camaiurá, Kamaiurá), indijanski narod u dolini rijeke Xingu u brazilskoj državi Mato Grosso, 800 kilometara sjeverozapadno od Brazilije. Jezično čine skupinu, jezik kamayura, porodice Tupi-Guarani, dio Velike porodice Tupian. Preci Tupian plemena u području Xingua, smatra se da su porijeklom iz države Maranhão, odakle su doselili negdje početkom 17. stoljeća. Plemena u ovom gornjem toku Xingua pripadaju različiti porodicama, a po lokalitetu svi zajedno prozvani su imenom Xinguanos. Populacima im iznosi 279 (1995 AMTB)

## Vanjske poveznice
- Hands Around the World: Kamayura Indians
- Slike
- Kamayurá jezik  Arhivirana inačica izvorne stranice od 4. srpnja 2008. (Wayback Machine)